# Oorlog in Zuid-Ossetië (1991-1992)
De Oorlog in Zuid-Ossetië van 1991 tot 1992 was een deel van het conflict tussen Georgië en diens deelgebied Ossetië. De strijdende partijen waren de centrale overheid in Georgië en separatistische Zuid-Ossetische milities en Noord-Ossetische (Rusland) vrijwilligers.

## Geschiedenis

### Oorzaak
Na de afscheuring van Georgië van de Sovjet-Unie voelden de inwoners in het
Georgische deel van Zuid-Ossetië zich bedreigd door het Georgische nationalisme.
Daarom organiseerden ze zich en uitten ook hun solidariteit met separatisten in
Abchazië, een andere regio van Georgië. Op 20 september 1990 verklaarde
Zuid-Ossetië zich onafhankelijk. Bij de verkiezingen voor de Georgische Hogeraad,
die door de Zuid-Osseten geboycot werden, wonnen de nationalistische partijen
geleid door Zviad Gamsachoerdia. Als antwoord werden in Zuid-Ossetië
parlementsverkiezingen gehouden waarvan de uitslag al snel door de Georgische
Hogeraad geannuleerd werden. De Hogeraad besliste ook om de autonomie van het
oblast op te heffen. Ten gevolge van geweldplegingen in en rond Tschinvali
kondigde het Georgische parlement op 12 december 1990 de noodtoestand
in de regio af. Meteen in januari 1991 richtte de Hogeraad de Nationale Wacht van
Georgië op.

### Het begin

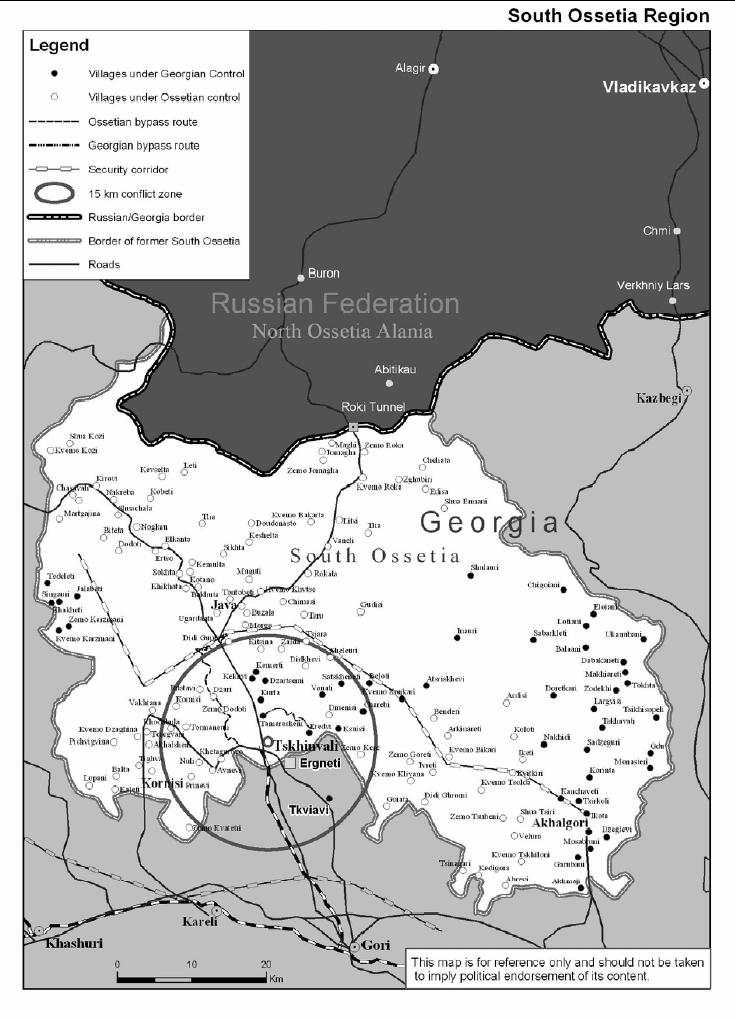
Conflictzone rond Tschinvali.

De oorlog begon in de nacht van 5 januari 1991 toen Georgische troepen van
de Nationale Wacht de stad Tschinvali, in het zuiden van Zuid-Ossetië, binnentrokken.
De Osseetse militanten beantwoordden de aanval door Georgische scholen en huizen
in de stad te beschieten. Uiteindelijk kwam het oostelijke deel van de stad in
handen van Georgië en het westen in handen van de Osseten. Op het einde van de
maand trok Georgië zijn troepen terug in de heuvels rond de stad zoals overeengekomen
in een door Rusland onderhandelde wapenstilstand. Op 29 januari werd
Torez Kulumbegov, die mee aan de onderhandelingstafel in de Georgische hoofdstad
Tbilisi was uitgenodigd, opgepakt voor aanzetten tot etnische haat. Hij werd
pas in december datzelfde jaar weer vrijgelaten.

### Heroplaaiing

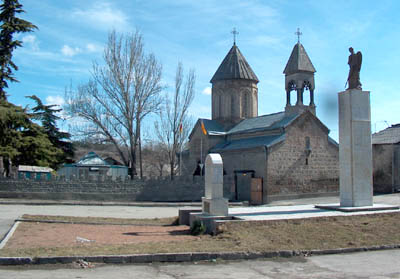
Monument voor de slachtoffers in Tschinvali.

In maart en april brak opnieuw oorlog uit, gevolgd door een relatieve rust in de
maanden juli en augustus en opnieuw oorlog vanaf midden september. In augustus
stortte de Sovjet-Unie ineen en vertrokken de Russische troepen die tot dan
aanwezig waren geweest. Georgië stelde een economische blokkade in tegen Zuid-Ossetië,
sneed de elektriciteit af en blokkeerde aanvoerwegen. Ook de Osseten blokkeerden Georgische dorpen in de regio. Het gevolg waren ongeveer 80.000
vluchtelingen in het oorlogsgebied. In december braken ook in de Georgische
hoofdstad Tbilisi gevechten uit tussen overheid en oppositie. In februari 1992
escaleerde de oorlog opnieuw. Intussen werd opgemerkt dat Rusland Zuid-Ossetië
zowel militair als politiek steunde.

### Het einde
Na de afzetting van de Georgische president Zviad Gamsachoerdia in december
1991 ging Georgië akkoord met onderhandelingen om een confrontatie met Rusland
te vermijden. Op 24 juni 1992 kwamen de voorzitter van de Georgische
staatsraad Edoeard Sjevardnadze en de Russische president Boris Jeltsin
bij elkaar voor overleg. Op 14 juli werd een wapenstilstand overeengekomen
waarna een vredesoperatie begon bestaande uit manschappen van alle partijen.